# Снопков, Николай Геннадьевич
Никола́й Генна́дьевич Снопко́в (бел. Мікалай Генадзевіч Снапкоў; род. 1969, Могилёв, БССР, СССР) — белорусский государственный деятель. Первый заместитель Премьер-министра Беларуси.

## Образование
1991 — Белорусская сельскохозяйственная академия.
2001 — Академия управления при Президенте Республики Беларусь.

## Биография
1990—1994 — экономист, старший экономист, бухгалтер на сельхозпредприятиях Могилёвской области.
1994—1996 — экономист, главный экономист кредитного отдела, заместитель управляющего Дрибинского отделения «Белагропромбанк» Могилёвской области.
1996—2000 — заместитель председателя по вопросам экономики, рыночных отношений и приватизации Горецкого райисполкома Могилёвской области.
2000—2007 — начальник финансового управления Могилёвского облисполкома.
2007—2009 — заместитель председателя Могилёвского облисполкома.
Январь—декабрь 2009 — Заместитель Главы Администрации Президента Республики Беларусь.
2009—2014 — Министр экономики Республики Беларусь.
С декабря 2014 года — заместитель руководителя Администрации президента.
30 января 2020 года назначен Чрезвычайным и Полномочным Послом Республики Беларусь в Китайской Народной Республике.
4 июня 2020 года был назначен Первым заместителем председателя Совета Министров Республики Беларусь.